# Żigolak
Żigolak – męska prostytutka bądź mężczyzna do towarzystwa, który jest opłacany (wspierany finansowo w zakresie odbiegającym od przyjętych norm społecznych) przez kobietę, przede wszystkim starszą, w zamian za kontynuowanie znajomości. 

## Charakterystyka
Oczekuje się od niego zapewnienia towarzystwa, znajomości dobrych manier, umiejętności społecznych, zabawiania kobiety dowcipem, prowadzenia rozmów towarzyskich na różne tematy. Nierzadko wymaga się również znajomości tańców towarzyskich oraz dotrzymywania towarzystwa kobiecie także w tym zakresie. Otrzymuje on nierzadko wiele prezentów o różnym charakterze, takich jak samochód czy drogie ubrania. Są one prezentowane przez kobietę także celem podkreślenia pozycji społecznej – zarówno jej samej, jak i partnera, którego wspiera finansowo. Relacja między żigolakiem a kobietą może, aczkolwiek nie musi, obejmować usługi seksualne. Nierzadko taki mężczyzna jest jedynie „utrzymankiem”, dotrzymującym towarzystwa kobiecie.  
Termin „żigolak” jest najczęściej stosowany w celu określenia mężczyzny, który prowadzi styl życia, składający się z seryjnych relacji towarzyskich tego typu oraz nie szuka innych sposobów utrzymania. 

### Pochodzenie słowa
Pierwotnie terminy „żigolak” i „żigolo” oznaczały fordansera, czyli płatnego partnera do tańca, którego wynajmowano w nocnych lokalach rozrywkowych. Z czasem nabrały pejoratywnego znaczenia jako terminy określające młodego mężczyznę, który czerpie dochody ze świadczenia usług o charakterze seksualnym starszym, zamożnym kobietom.
W języku francuskim słowa „gigolo” używano już od połowy XIX w. Pierwsze użycie terminu „żigolak” w języku angielskim miało miejsce w latach 20. XX wieku. Jest to neologizm pochodzący od francuskiego słowa „gigolette”, oznaczającego kobietę wynajmowaną jako partnerkę do tańca (kobietę do towarzystwa), jak również ladacznicę.

## Żigolak w kulturze popularnej

### Film
- Nocny kowboj – amerykański dramat filmowy z 1969, w reżyserii Johna Schlesingera.
- Zwyczajny żigolo – niemiecki film dramatyczny z 1978, w reżyserii Davida Hemmingsa.
- A Pantera Nua (pol. Naga pantera) – brazylijski komediodramat z 1979 w reżyserii Luiza de Mirandy Corrêi.
- Amerykański żigolak – amerykański film kryminalny z 1980 roku, w reżyserii Paula Schradera.
- Boski żigolo – amerykański film komediowy z 1999 roku, w reżyserii Mika Mitchella.
- Gigolos – amerykański serial reality show z 2001, przedstawiający pracę pięciu mężczyzn do wynajęcia w Las Vegas.
- Deuce Bigalow: Boski żigolo w Europie – amerykański film komediowy z 2005 roku w reżyserii Mike'a Bigelowa, sequel komedii Boski żigolo (1999)
- The Gigolos – brytyjska komedia z 2006 roku, w reżyserii Richarda Bracewella.

### Muzyka
- Gigolo – singel amerykańskiej piosenkarki R&B Mary Wells (1981).
- Gigolo – singel angielskiej grupy rockowej The Damned (1987).
- Gigolo – singel amerykańskiego rapera Nicka Cannona (2003).
- Gigolo – singel greckiej piosenkarki Eleny Paparizou (2006).